# Ежула
Ежула — деревня в Куйбышевском районе Новосибирской области России. Входит в состав Зоновского сельсовета.

## География
Площадь деревни — 47 гектаров.

## Население
| 2002 | 2007 | 2010 |
| ---- | ---- | ---- |
| 62   | ↘52  | ↘37  |

## Инфраструктура
В деревне по данным на 2007 год функционирует одно учреждение здравоохранения.